# Rozivka, Vîsokopillea
Rozivka (în ucraineană Розівка) este un sat în comuna Prîhirea din raionul Vîsokopillea, regiunea Herson, Ucraina.

## Demografie
Componența lingvistică a localității Rozivka
     Ucraineană (85%)
     Maghiară (9,17%)
     Rusă (5,83%)
Conform recensământului din 2001, majoritatea populației localității Rozivka era vorbitoare de ucraineană (85%), existând în minoritate și vorbitori de maghiară (9,17%) și rusă (5,83%).